# William Moxley

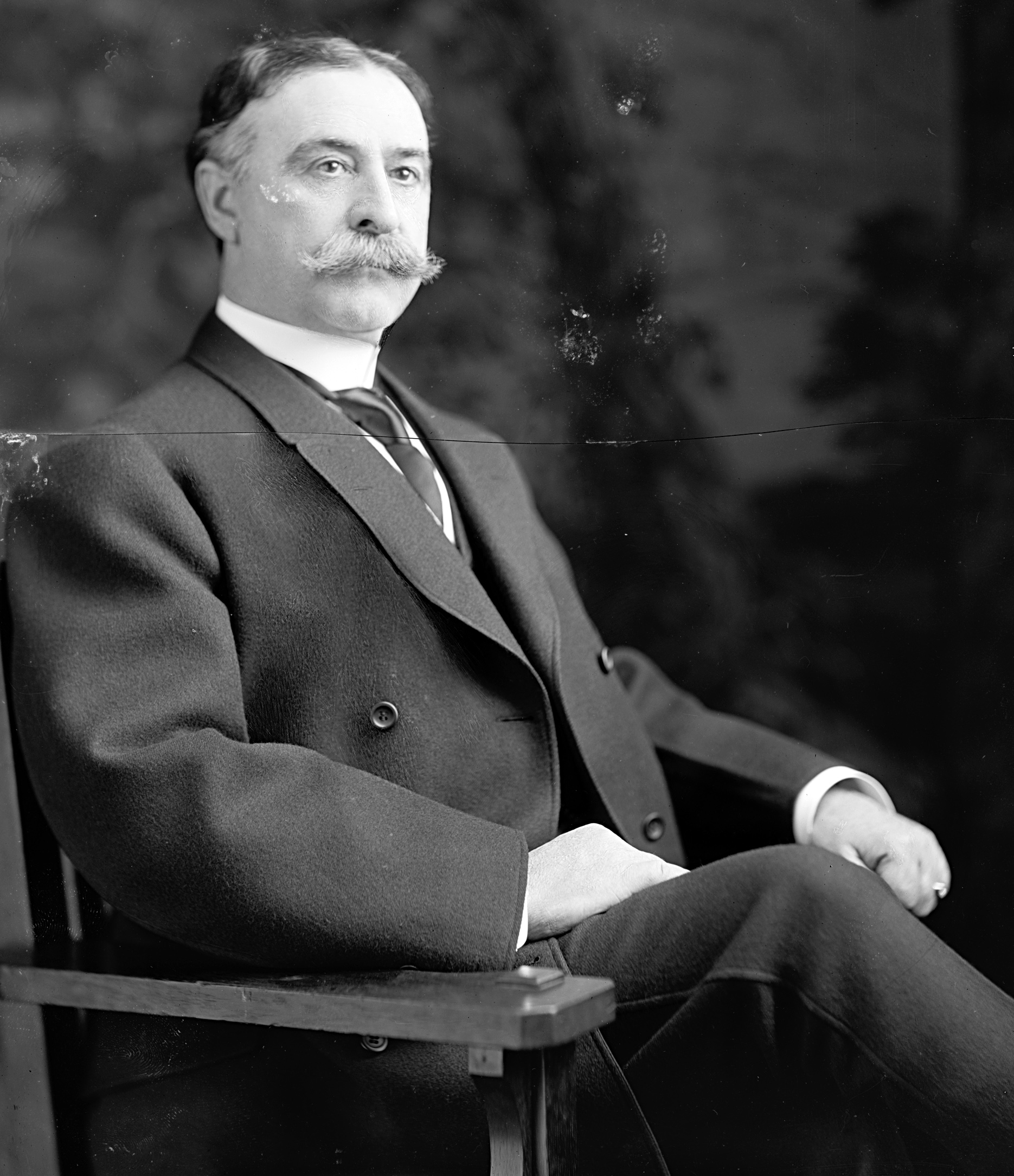
William Moxley

William James Moxley (* 22. Mai 1851 im County Cork, Irland; † 4. August 1938 bei Delavan Lake, Wisconsin) war ein US-amerikanischer Politiker. Zwischen 1909 und 1911 vertrat er den Bundesstaat Illinois im US-Repräsentantenhaus.

## Leben
Noch als Kind kam William Moxley mit seinen Eltern aus seiner irischen Heimat nach Chicago, wo er später die öffentlichen Schulen besuchte. Seit 1881 betätigte er sich in der Margarineproduktion. Später stieg er in das Bankgewerbe ein. Gleichzeitig schlug er als Mitglied der Republikanischen Partei eine politische Laufbahn ein. Er wurde Mitglied im Staats- und Bezirksvorstand seiner Partei in Illinois bzw. im Cook County. Zwischen 1900 und 1904 gehörte er zum Beraterstab von Gouverneur Richard Yates.
Nach dem Rücktritt des Abgeordneten William Lorimer wurde Moxley bei der fälligen Nachwahl für den sechsten Sitz von Illinois als dessen Nachfolger in das US-Repräsentantenhaus in Washington, D.C. gewählt, wo er am 23. November 19096 sein neues Mandat antrat. Da er im Jahr 1910 nicht bestätigt wurde, konnte er bis zum 3. März 1911 nur die laufende Legislaturperiode im Kongress beenden. Nach dem Ende seiner Zeit im US-Repräsentantenhaus nahm William Moxley seine früheren Tätigkeiten in Chicago wieder auf. Er starb am 4. August 1938 in seinem Sommerwohnsitz in Wisconsin.